# 高良宾
高良宾（1962年—2008年11月9日），中华人民共和国企业家。
曾任葫芦岛锌厂经营办主任、销售部主任、厂长助理、副厂长、葫芦岛锌业股份有限公司董事；后升任葫芦岛锌厂厂长、葫芦岛有色金属集团有限公司董事长、葫芦岛锌业股份有限公司董事长。2008年6月30日辞职；同年11月9日，因病去世。